# 1105 Fragaria
Fragaria (asteroide 1105) é um asteroide da cintura principal com um diâmetro de 37,03 quilómetros, a 2,7095104 UA. Possui uma excentricidade de 0,1008816 e um período orbital de 1 910,75 dias (5,23 anos).
Fragaria tem uma velocidade orbital média de 17,15757042 km/s e uma inclinação de 10,9482º.
Este asteroide foi descoberto em 1 de Janeiro de 1929 por Karl Reinmuth.